# 朱家良
 朱家良 （英語：James Chu，1957年10月23日—），是一位臺灣裔美國企業家，優派創辦人，主要販售電腦顯示器產品。他曾在東海大學就讀社會學系，但在畢業前退學。1986年，朱家良移民至美國加州，並擔任一家台灣鍵盤製造商在美國的業務總裁。

## 經歷
1987年，朱家良創辦了Keypoint Technology Corporation，一家專門分銷計算機外部設備的公司。在1990年，他們推出優派電腦顯示器。三年後，公司更名為優派公司。優派在顯示器市場上持續發展，並成為最大的顯示器品牌之一。到了1999年，他們在美國擁有了6.9%的市場佔有率，在全美排名位居第五，僅次於戴爾、康柏電腦、捷威科技和惠普。